# 신영룡

## 생애
신영룡(1972년 5월 5일 ~ 2014년 7월 17일)은 대한민국 강원도소방본부 특수구조단 제1항공대 소속 구조대원(소방교)으로, 광범위한 현장 구조 경험과 봉사정신을 가진 인물이었다. 2005년 소방에 입문하였으며, 아울러 특전사 출신으로서 강한 체력과 전투 훈련 경험을 바탕으로 재난 현장에서 활약하였다.
신영룡은 쉬는 날에도 어린이집 봉사 등 지역사회 활동에 적극 참여했던 봉사정신이 투철한 소방관이었으며, 동료들과의 신뢰도 두터웠다.

## 사고 경위
2014년 7월 17일, 세월호 실종자 수색 지원 임무를 마친 후 광주 광산구 장덕동 인근에서 헬기가 추락하여 탑승자 전원이 순직하였다. 유로콥터 AS365N3 기종의 해당 헬기는 기상 악화 상태에서 비행을 시도하였으며, 사고 직전 신영룡은 “비가 와 시야 확보가 어렵다”며 복귀 의사를 보고한 바 있다.
이 사고로 신영룡을 포함한 5명(정성철, 박인돈, 안병국, 신영룡, 이은교)이 사망하였으며, 사고 직후 전국적으로 장비와 조종 훈련, 국가직 전환 논의가 확산되었다.

## 순직 후
신영룡은 순직 후 1계급 특진되어 소방장으로 추서되었으며, 2014년 7월 22일 강원도청에서 거행된 합동 영결식에는 각계 인사와 500여 명의 동료가 참석했다.  이후 대전 국립현충원 소방관 묘역에 안장되었으며, 2024년 세월호 10주기 추모식에서 아버지가 “10년이 지났지만 여전히 그리움에 사무친다”고 회고하기도 했다.